# Moltke-osztály
A Moltke-osztály, a Császári Haditengerészet (Kaiserliche Marine) csatacirkáló-osztálya volt. Az osztály két hajóját, a Moltkét és a Goebent 1908 és 1912 közt építették. Az osztályt a korábbi Von der Tann csatacirkálóból fejlesztették ki

## Kifejlesztése
1907 májusában a német Tengerészeti Hivatal úgy döntött, hogy a Von der Tann csatacirkálóhoz hasonló, de annál nagyobb hajókat építtetnek. Az új hajókon az ágyúk számát 10-re növelték, a csövek hossza is megnőtt (a kaliber 45 szereséről 50-szeresre) . Ezen kívül a páncélzatnak is legalább olyan jónak kellett lennie, mint az elődnél, valamint a hajók végsebességének el kellett érnie a 24,5 csomót.
Két hajót építettek az új tervek szerint, melyek a "G Cirkáló" és "H Cirkáló" azonosítót kapták vízrebocsátásuk előtt. Mindkét hajót a Blohm & Voss építette. A "G Cirkálót" 1911. szeptember 30-án állították szolgálatba, SMS Moltke néven. Testvérhajója az SMS Goeben nevet kapta, 1911. március 28-ai vízrebocsátásakor. 1912. július 2-án állították szolgálatba. Az osztály továbbfejlesztett változata a Seydlitz csatacirkáló volt.

## Konstrukció

### Fegyverzet
A fő fegyverzetet 10 darab 280 mm-es ágyú alkotta, melyek öt lövegtoronyban foglaltak helyet. Egy lövegtorony helyezkedett el a hajók elején, kettő a hajók farán, és szintén kettő a hajók oldalain. A lövegek maximális emelkedése kezdetben 13° volt, de ezt 1916-ban 16°-ra növelték. Ennek következtében az ágyúk lőtávja is megnőtt, 18 100 méterről 19 100 méterre. Lövegcső tömege egyenként 77,5 t, a gyakorlati tűzgyorsaság pedig csövenként 1 lövés 40 másodpercenként. A hajó összesen 810 darab egyenként 300 kg tömegű 280mm-es lövedéket tudott hordozni. 1915-ben a Goebennél a fő tüzérség 280mm-es csöveit le kellett cserélni 150mm-re a csövek elhasználódása miatt, Románián keresztül pedig ekkor nem lehetett újakat szállítani Törökországba.
A másodlagos fegyverzet tizenkettő 150 mm-es ágyúból állt, valamint kezdetben tizenkettő 88 mm-es ágyú is volt a hajókon, de az utóbbiakat később lecserélték 88 mm-es légvédelmi ágyúkra. A hajók ezen kívül négy darab 500 mm-es torpedóvető csővel is rendelkeztek. Ezek közül egy elöl, egy hátul, kettő pedig a hajók oldalán helyezkedett el. A hajók 11 torpedót vittek magukkal.

### Páncélzat
A Moltke-osztályú hajók páncélzatát megnövelték, a Von der Tannhoz képest, így már 100 mm-es (helyenként a 270 mm-es) övpáncél borította azokat. Az elülső parancsnoki torony 350 mm-es, a hátulsó pedig 200 mm-es páncéllal volt ellátva. A lövegtornyokat szemből 230 mm-es, oldalról 180 mm-es, fentről pedig 90 mm-es páncél védte. A felső páncélfedélzet 25mm-es, a fő(páncél)fedélzet 50 mm-es páncélzattal volt védve. A hajó két oldalán lévő torpedórobbanás ellen védő tágulási kamra (torpedoschott) belső oldalát fontos helyen (gépház, lőszerraktár stb.) 50 mm vastag páncél alkotta. Igaz, a kevésbé kritikus helyeken a torpedó támadás elleni védelmet mindössze 30 mm-es páncél biztosította. Az SMS Von der Tannhoz hasonlóan itt is Krupp acélt használtak a páncélzathoz.

## Szolgálat
A Moltke-osztályú hajók igen sokat szerepeltek az első világháborúban. A Moltke számos hadműveletben részt az Északi-tengeren és ott volt az összes nagyobb tengeri összecsapásban, így a doggerbanki csatában, a skagerraki (jütlandi) csatában és a második helgolandi csatában is.
A Goebent a háború elején átadták az Oszmán Birodalomnak Yavuz Sultan Selim néven, ami hozzásegített ahhoz, hogy az oszmánok a németek oldalán lépjenek be a háborúba. A Goeben hatékonyan gátolta meg az oroszok Boszporuszon való átkelését. 1914 októberében Szevasztopol elleni támadásnál a hajót 2 db 305 mm-es találat érte, a visszavezető úton elsüllyesztette az orosz Prut nevű aknarakó hajót. 1914. novemberben a hajót két aknarobbanás rongálta meg, amit ideiglenesen (négy évre!) a sérült kamrák kibetonozásával javítottak meg. 1918. januárban a hajó a brit flottát támadta a Földközi-tengeren. 1918 májusában befutott Szevasztopolba, ahol dokkba állt. 1926 és 1930 között francia segítséggel Izmitben nagyjavítást végeztek a hajón. A hajó egészen 1971-ig a Török Haditengerészet szolgálatában állt Yavuz néven. 1971-ben eladták ócskavasnak.